# الشيطان والإنسان (كتاب)
هذا الكتاب يختلف عن كل الخواطر التي نشرت عن فضيلة الشيخ الشعراوي حول القرآن الكريم وغيرها، فقد كان هذا الكتاب إجابة عن أحد الأسئلة التي وجِّهَت للإمام الشعراوي، وكان مما يميز فضيلته دائما أنه في بعض الأجوبة لا يكتفي فقط بالإجابة عليها على قدرها بل يتوسع ويؤصل في الإجابة إن تطلب الموضوع ذلك، وها نحن الآن بين يدي هذا الكتاب وهذا الموضوع الذي تَطَلّب منهُ أن يتحدث فيه بتوسعة حتى يفيد الناس وحتى يزيح عن أعين وأذان الناس هذه التفاهات التي يسمعوها أو يروها ليل نهار وحتى يرد على من يتكلم في هذا الجانب بأدلة قطعية تجعل القلب يستريح عند قراءتها، والكتاب بعنوان الشيطان والإنسان، وقد قسمهُ إلى ست فصول: الفصل الأول إبليس والشيطان، الفصل الثاني معصية الشيطان، الفصل الثالث آدم والشيطان، الفصل الرابع معصية آدم ومعصية إبليس، الفصل الخامس وساوس الشيطان، الفصل السادس جنود الشيطان.

## إبليس والشيطان
يبدأ أولًا في الفصل الأول بتعريف الشيطان ووصفه والمعصية الأولى التي كانت سبب في غضب الله على إبليس، ويوضح أن لفظ الشيطان ما هو إلا وصف لإبليس الذي عصى الله تعالى، لأن كثير من الناس يعتقدون عندما يسمعون كلمة شيطان أنه إبليس! ولكن لو نظرنا في البحث العام عن كلمة شيطان لوجدنا أن معنى الشيطان كوصف عام كل ما يبعد الناس عن طاعة الله وعن منطق الحق، وكل ما يغري الإنسان بالمعصية، ويحاول أن يدفع الإنسان إلى الشر، فكل واحد من هؤلاء هو شيطان، ولذلك نقول دائمًا أنه هناك شياطين الجن وشياطين الإنس، يجمعهم كلهم وصفٍ واحدٍ، كما يجمعهم الاتحاد في مهمتهم والتي هي نشر المعصية والإفساد في الأرض. ثم يبين أن إبليس كان – شيطان - من الجن كانت لهُ منزلة عالية حتى أنه قيل أنه كان يعيش مع الملائكة لمنزلته.

### لا فضل لعنصر على آخر
ثم يبين الشعراوي تحت عنصر سماه (لا فضل لعنصر على آخر). أن سبب غرور إبليس وتكبره هو الذي أوصل به إلى مثل هذه الأمور، فإبليس نسب العلم الذي ارتفعت مكانته ومنزلته لأجله لنفسهِ ولم ينسبه إلى الله، من أجل ذلك تكبر وتعالى وقال ﴿قَالَ أَنَا خَيْرٌ مِّنْهُ﴾، تمامًا كما قال قارون﴿قَالَ إِنَّمَا أُوتِيتُهُ عَلَىٰ عِلْمٍ عِندِي ۚ﴾.

## معصية الشيطان
ثم ينتقل الإمام إلى الفصل الثاني الذي بعنوان (معصية الشيطان)، ويتحدث فيهِ عن ما حدث بين إبليس وبين الله سبحانه وتعالى، وعدم طاعة إبليس لأمر الله تعالى عندما أمره وأمر الملائكة كلها أن تسجد لآدم، وهنا يُجيب الشيخ على من يقول أن الأمر كان من الله للملائكة ولم يكن لإبليس، وإبليس كان من الجن، فلِمَ إذن يعاقب الله إبليس على أمر لم يكون موجه إليه؟! وهنا يذكر الشيخ أن الأمر أولًا جاء للملائكة أجمعين وإبليس كان معهم لعلو منزلته، وغير ذلك أن الله تعالى قال في القرآن الكريم ﴿قَالَ مَا مَنَعَكَ أَلَّا تَسْجُدَ إِذْ أَمَرْتُكَ﴾ فهذا أمر من الله لإبليس خاصة ولكنه لم يمتثل لأمر الله تعالى وامتنع عن السجود تكبرًا وغرورًا منه وقال ﴿أَنَا خَيْرٌ مِّنْهُ خَلَقْتَنِي مِن نَّارٍ وَخَلَقْتَهُ مِن طِينٍ﴾ فكان عقاب الله تعالى لهُ بالخروج من رحمة الله، ولكن إبليس طلب من الله طلبًا وسأله أن يمهله إلى يوم البعث حتى يغوي كثير من بني الإنسان ويضلهم حتى يسكنوا معه النار، وهنا نجد أن الله تعالى استجاب لطلب إبليس مع أنه عصاه ولم يطيعه، وقد يتسائل البعض لِمَ ذلك؟ لِمَ استجاب الله لطلبهِ مع أنه لم يمتثل لأمره؟ وهنا يجيب الشيخ أن هذا هو مراد الله تعالى، فالدنيا لا تكتمل إلا بهذا، فالله تعالى خلق الدنيا كدار اختيار وجعل الآخرة دار الجزاء، والله تعالى يريد أن يمر عبده في الدنيا باختبار قبل يوم الحساب، فاقرأ قول الله تعالى﴿أَمْ حَسِبْتُمْ أَنْ تَدْخُلُوا الْجَنَّةَ وَلَمَّا يَعْلَمِ اللَّهُ الَّذِينَ جَاهَدُوا مِنْكُمْ وَيَعْلَمَ الصَّابِرِينَ ۝١٤٢﴾ [آل عمران:142]، فمراد الله تعالى أن يمهل إبليس إلى يوم البعث ويظل طول الحياة الدنيا يغوي بني الإنسان عن الحق والصدق ليختار كل واحد منهم الطريق الذي يريده، وعلى هذا يكون الحساب.

### الدنيا دار اختبار
ثم يوضح الإمام تحت عنصر (الدنيا دار اختبار) أننا نعيش في هذه الدنيا في اختبار وبلاء من الله تعالى ووظيفة الشيطان الإغواء حتى لا يجتاز الإنسان هذا الامتحان، فالإنسان يجب أن ينتبه إلى مكائد الشيطان وأن يداوم دائمًا على الاستعاذة بالله من الشيطان الرجيم.

## آدم والشيطان

ثم ينتقل الإمام إلى الفصل الثالث الذي بعنوان (آدم والشيطان)، ويتحدث فيه عن كيفية إغواء الشيطان لآدم عليه السلام وحواء وماذا قال لهما، وهذا مُجَاب عليه ومنصوص به الآيات في القرآن الكريم، ولا نحتاج لذكره هنا، ولكن ما أريد أن أبيّنه في هذا الباب أن الشيخ تحدَّث عن الجنة التي أدخل الله فيها آدم وحواء بعد خلقهما، وبين أن كثيرًا من المفسرين على قول أن هذه الجنة هي جنة الخلد التي أعدها الله للمؤمنين يوم القيامة، ولكن هذا جعل أعداء الإسلام من المستشرقين وغيرهم يسألون كيف جنة الخلد ويدخل فيها آدم وحواء ثم يخرجوا منها مرة أخرى، ولو كانت جنة الخلد حقًا فكيف يدخل إبليس هذه الجنة وهو العاصي الأول! ولذلك امتثالًا لرأي الشيخ فإنها ليست جنة الخلد كما يقول الكثير بل قيل عنها أنها جنة لكثرة الأشجار فيها وغير ذلك من أوصاف كلمة جنة في اللغة العربية، لأن كلمة جنة في اللغة العربية لا تعني بالضرورة جنة الخلد، بل ذكر القرآن مواضع عديدة بها كلمة جنة ولم يراد بها جنة الخلد، إذن فالله خلق آدم وأدخله جنة، وقد يسأل البعض لِمَ ذلك؟ أي لِمَ أدخل آدم جنة من الجنان ولم ينزله إلى الأرض مباشرة؟! وهذا يجيب عليهِ الشيخ أنه تعليم من الله لآدم ولذريته من بعده في كيفية الابتعاد عن ما نهى الله عنه واجتناب الشيطان ومما يدل على ذلك أن الهدف الأساسي من خلق آدم هو الاستخلاف في الأرض، فأدخله الله هذه الجنة لكي يعلمه كيف يمتثل لما أمر الله بهِ وينتهي عما نهي الله عنه، وأيضًا مما يدل على ذلك أن الله أدخل آدم هذه الجنة وأمره أن لا يقترب من شجرة معينة في هذه الجنة في لفظ قوله تعالى: ﴿وَلَا تَقْرَبَا هَٰذِهِ الشَّجَرَةَ﴾ ولم يقل ولا تأكلا من هذه الشجرة، وكأنه يعلمهما كيفية الابتعاد عن الذنوب والمعاصي والمحرمات بعدم الاقتراب منها ومن ذلك قوله تعالى: ﴿فَاجْتَنِبُوا الرِّجْسَ مِنَ الْأَوْثَانِ وَاجْتَنِبُوا قَوْلَ الزُّورِ﴾، لم يقل لا تفعلوا كذا، ولكن نهى عن مجرد الاقتراب من هذه المعاصي كما قال لآدم وحواء ﴿وَلَا تَقْرَبَا هَٰذِهِ الشَّجَرَةَ﴾.

## معصية آدم ومعصية إبليس
ثم ينتقل الشيخ إلى الفصل الرابع الذي بعنوان معصية آدم ومعصية إبليس وفيه يجيب الشيخ على من تسائل لماذا لم يغفر الله لإبليس كما غفر لآدم؟ يعني إبليس وآدم كلاهما عصى الله تعالى فلم إذن غفر لآدم ولم يغفر لإبليس!، والجواب على ذلك أن إبليس عصى وتكبر أما آدم عصى واستغفر، آدم وحواء لما عصيا الله تعالى عادا مرة أخرى سريعًا إلى ربهما وقالا: ﴿قَالَا رَبَّنَا ظَلَمْنَا أَنْفُسَنَا وَإِنْ لَمْ تَغْفِرْ لَنَا وَتَرْحَمْنَا لَنَكُونَنَّ مِنَ الْخَاسِرِينَ﴾ ولذلك قَبَلَ الله توبتهما هذه، أما إبليس عصى الله تعالى وتكبر وقال: ﴿ثُمَّ لَآتِيَنَّهُم مِّن بَيْنِ أَيْدِيهِمْ وَمِنْ خَلْفِهِمْ وَعَنْ أَيْمَانِهِمْ وَعَن شَمَائِلِهِمْ ۖ وَلَا تَجِدُ أَكْثَرَهُمْ شَاكِرِينَ﴾ عصيان وتكبر، وهذا هو الفارق بين الإثنين في التوبة إلى الله بعد المعصية.

### صراع في الدنيا
ثم ينتقل الشيخ تحت عنصر (صراع في الدنيا) ليوضح أن الشيطان جُعِلَ في هذه الدنيا حتى يغوينا جميعًا عن طاعة الله وهذه وظيفته، وما يُستَدعى ذكره في هذا هو تفسير قوله تعالى: ﴿إِنَّهُ يَرَاكُمْ هُوَ وَقَبِيلُهُ مِنْ حَيْثُ لاَ تَرَوْنَهُمْ﴾، فهذا يعني أن الله جعل الشيطان يرانا ونحن لا نراه حتى لا نستطيع أن نعرف من أي طريق سيأتي وبأي طريقة، ولكن الله بين لنا مَنْ الذين سيبعد الشيطان نفسه عنهم في قوله تعالى: ﴿إِنَّ عِبَادِي لَيْسَ لَكَ عَلَيْهِمْ سُلْطَانٌ إِلَّا مَنِ اتَّبَعَكَ مِنَ الْغَاوِينَ﴾، وقوله تعالى ﴿ إلا عبادك منهم المخلصين﴾، هذا يعني من تمسك بطاعة الله وعبادة الله، ومن يُخلِص في عبادته لربه سيبعد الشيطان نفسه عن طريقه لأن الشيطان هو الذي يعرف طريق الإنسان ليس الإنسان هو الذي يعرف طريق الشيطان: ﴿إِنَّهُ يَرَاكُمْ هُوَ وَقَبِيلُهُ مِنْ حَيْثُ لاَ تَرَوْنَهُمْ﴾.

## وساوس الشيطان
وفي الفصل الخامس يتحدث الشيخ عن وسوسة الشيطان ومداخل الشيطان للعبد، ويبين فضيلته في البداية أنه هناك نوعان من الوسوسة، وسوسة الشيطان بالنسبة للإنسان، ووسوسة النفس لهُ، فكيف نُفرِّق بين وسوسة الشيطان ووسوسة النفس؟ وهذا نص ماذكره الشيخ :(ولكي تعرف الفرق بين الوسوستين نقول لك ... إذا كان من يوسوس لك لا يهمه أن تقع في المعصية، بصرف النظر عن نوعها ... فهذا هو الشيطان ... أما إذا كان هناك إصرار على معصية معينة ألفتها ... فذلك من نفسك. إن إبليس دائمًا يأتي من الباب الذي يرى فيه المنهج ضعيفًا ... فإذا وجد إنسانًا متشددًا في ناحية معينة، يأتي إليه من ناحية أخرى يكون فيها ضعيفًا ... فإذا كان الإنسان مثلًا .. متشددًا في الصلاة محافظًا عليها ويؤديها في أوقاتها .. جاءه إبليس من ناحية المال، فيوسوس له حتى لا يخرج الزكاة ويقتر، ويأكل أموال الناس بالباطل، مدخلًا في نفسه الوهم بأن هذه الطريقة تزيد ماله، وتجعله غنيًا وتبعد عنه الفقر، والحقيقة غير ذلك .. فكما قال الرسول «ما نقص مال عبد من صدقة» ..لأن الصدقة هي التي تكثر المال، وتضع بركة الله فيه ليزداد وينمو. وحينما يجد إبليس إنسانًا متشددًا في الصلاة، محبًا للمال، يأتيه من ناحية ضعفه فيمنعه من الصدقة وأنواع البر، ثم يغريه بالمال الحرام، وتبدأ المعاصي تنسج علي قلبه عودًا عودًا .. لتغطي القلب كله وتمنعه من ذكر الله. فالشيطان يستغل حب العبد لأي شئ، ليخرجه عن الطاعة وعن المنهج، وليقوده إلى المعصية، وإلى الكفر والعياذ بالله، والأمثلة على ذلك كثيرة، إنه يبحث عن نقطة ضعف الإنسان لكي ينفذ إليه منه، ولا يفتر عن ذلك أبدًا حتى يوقعه في حبائله ويخرجه عن منهج الله).

## جنود الشيطان
ثم في الفصل السادس والأخير يتحدث الشيخ عن جنود الشيطان، وقد أوضح أن للشيطان جنود من الجن وجنود من الإنس أيضًا يستخدمهم الشيطان في إضلال الناس، وقد أكّد الشيخ أن هذا التسخير للشيطان من جنود الجن والإنس إنما بمراد وإرادة الله، حتى لا يظن أحد أن هذا على غير مراده سبحانه وتعالى، فالله جل وعلا لو أراد أن يسخِّر الشياطين للإنسان لفعل ذلك، ومما يدل على ذلك أنه سبحانه وتعالى قد سخر الجن لنبي من الأنبياء هو نبي الله سليمان قال تعالى ﴿قَالَ رَبِّ اغْفِرْ لِي وَهَبْ لِي مُلْكًا لَا يَنْبَغِي لِأَحَدٍ مِنْ بَعْدِي إِنَّكَ أَنْتَ الْوَهَّابُ ۝٣٥ فَسَخَّرْنَا لَهُ الرِّيحَ تَجْرِي بِأَمْرِهِ رُخَاءً حَيْثُ أَصَابَ ۝٣٦ وَالشَّيَاطِينَ كُلَّ بَنَّاءٍ وَغَوَّاصٍ ۝٣٧﴾ [ص:35–37]، فكل ما تقوم به الشياطين على ظهر الأرض إنما يكون بمراد من الله ليختبر بهِ العباد أجمعين، ويذكر الشيخ أيضًا أن الشيطان كما أن لهُ جنود مادية، أيضًا لهُ جنود معنوية، والجنود المعنوية للشيطان هي الغرور والعجب والإعجاب بالنفس، فيستغني الإنسان بهذه الأشياء عن ربه جل وعلا فيقع في معصية الله تعالى. ثم ذكر الشيخ مثالًا على هذا الكلام، ما فعله كفار قريش في غزوة بدر<nowiki>، حيث زَيّن لهم الشيطان أنهم لا غالب لهم فتكبروا على الله وتجبروا، ففعل الله بهم ما فعل، وهذا ما بينه قول الله تعالى: ﴿وَإِذْ زَيَّنَ لَهُمُ الشَّيْطَانُ أَعْمَالَهُمْ وَقَالَ لَا غَالِبَ لَكُمُ الْيَوْمَ مِنَ النَّاسِ وَإِنِّي جَارٌ لَكُمْ فَلَمَّا تَرَاءَتِ الْفِئَتَانِ نَكَصَ عَلَى عَقِبَيْهِ وَقَالَ إِنِّي بَرِيءٌ مِنْكُمْ إِنِّي أَرَى مَا لَا تَرَوْنَ إِنِّي أَخَافُ اللَّهَ وَاللَّهُ شَدِيدُ الْعِقَابِ ۝٤٨﴾ [الأنفال:48].

## روابط خارجية
- محتوي الكتاب
- محتوى الكتاب